# Peter von Kant
Peter von Kant è un film del 2022 diretto da François Ozon, ispirato al dramma teatrale Le lacrime amare di Petra von Kant di Rainer Werner Fassbinder, che quest'ultimo aveva già adattato nell'omonimo film del 1972. Si tratta del secondo film di Ozon tratto da un'opera di Fassbinder dopo Gocce d'acqua su pietre roventi (2000).
Il film è stato presentato in anteprima in concorso al Festival internazionale del cinema di Berlino come film di apertura il 10 febbraio 2022.

## Trama
Colonia, anni settanta del XX secolo. Dopo esser stato lasciato dalla moglie, l'affermato regista cinematografico Peter von Kant vive in compagnia di Karl, segretario fedele e sottomesso ai suoi capricci da divo. Sidonie, attempata cantante che era stata lanciata anni prima proprio da Peter come protagonista di un suo film, gli presenta l'amico Amir, un giovane bello e ambizioso, aspirante attore. Peter si innamora di lui e decide di accoglierlo nella sua casa e di farlo diventare celebre offrendogli il ruolo di protagonista nel suo prossimo film. Per la gelosia del regista, presto il legame fra i due si trasforma in un crudele braccio di ferro, fino a quando Amir non decide di lasciare la casa per andare a riconciliarsi con sua moglie. Peter rimane solo con i suoi fantasmi e, in preda alla disperazione, si fa assistere da sua madre per trovare il desiderio di ricominciare a vivere.

## Produzione
Le riprese sono iniziate nel marzo 2021.

## Distribuzione
Nel marzo 2022, Strand Releasing ha acquisito i diritti statunitensi di distribuzione del film. In Italia è stato distribuito da Academy Two.

## Accoglienza
Sul sito Rotten Tomatoes, il film detiene un indice di gradimento del 78%, basato su 40 recensioni, e un punteggio medio di 7/10. Su Metacritic, il film ha un punteggio medio ponderato di 62 su 100, basato su 15 critiche.